# 鳥取大学
鳥取大学（とっとりだいがく、英語: Tottori University）は、鳥取県鳥取市湖山町南4丁目101に本部を置く日本の国立大学。1874年創立、1949年大学設置。大学の略称は鳥大（とりだい）。

## 概観
旧制米子医科大学、鳥取高等農業学校、鳥取師範学校などを母体とし、1949年（昭和24年）に新制大学として発足した。鳥取砂丘で砂漠化などの研究を行う農学部関連の全国共同研究施設「鳥取大学乾燥地研究センター」を設置し、砂地での農業研究、二十世紀梨の研究などを行っている。また、地域コミュニティの政策・文化・教育・環境について教育・研究を行う地域学部を擁する。
地域学部、農学部、工学部がある鳥取キャンパスは鳥取空港から徒歩で約15-20分、タクシーで約5分と極めて近い。1995年、大学付近にJR山陰本線の鳥取大学前駅が設置され、後に特急停車駅となった。日中の運行頻度は1時間に1本程度だが、市街地の中心部まで6km程度であり、鉄道を利用しない往来も可能である。
学生の83％が県外出身で、9割近くの学生が一人暮らしであり、2/3の学生の通学時間は10分以内である。学生の出身県は兵庫県が最多であり、22％を占める。近畿地方出身の学生は40％と多い。
教員養成課程は2004年に島根大学へ移管され、廃止となった。県境を越えた学部再編の唯一の成功事例である。地域学部は旧教育学部のゼロ免課程に起源を持つ。
学部生：5,120名、大学院生：1,011名（修士674名、博士337名、ただし共同獣医学研究科を除く）、計6,131名（2022年5月現在）。

## 教育理念・目標等

### 理念
『知と実践の融合』上記の理念を実現するために「人間力はどうだ！」というキャッチフレーズのもと総合的で人格的な能力である人間力の向上を目指した教育グランド・デザインが策定された。

### 目標
- 社会の中核となりうる教養豊かな人材の育成
- 地球的、人類的及び社会的課題解決への先端的研究
- 地域社会の産業と文化等への寄与

## 沿革
- 1949年（昭和24年）6月1日 - 新制大学 鳥取大学が発足[3]。
  - 米子医科大学・米子医学専門学校・鳥取農林専門学校・鳥取師範学校・鳥取青年師範学校を包括する。
  - 学芸学部（初等教育教員養成課程・中等教育教員養成課程）、医学部（医学科）、農学部（農学科・農芸化学科・獣医学科・林学科）の3学部を設置。
- 1953年（昭和28年） - 農学部に総合農学科を設置。
- 1958年（昭和33年） - 大学院医学研究科を設置。
- 1962年（昭和37年） - 農学部に農業工学科を設置。
- 1965年（昭和40年）4月1日 - 工学部を設置1972年（昭和47年）7月22日[4]（機械工学科・電気工学科）。4学部体制とする。
- 1966年（昭和41年） - 学芸学部を教育学部に改称、工学部に工業化学科を設置。医学部以外は湖山地区に移転統合。
- 1967年（昭和42年） - 教養部、大学院農学研究科を設置。農学部総合農学科を農業経営学科に改組、工学部に土木工学科を増設。
- 1968年（昭和43年） - 工学部に電子工学科を設置。
- 1972年（昭和47年） - 工学部に生産機械工学科を設置。
- 1974年（昭和49年） - 大学院工学研究科を設置。
- 1975年（昭和50年） - 医療技術短期大学部を設置、工学部に資源循環化学科を設置。
- 1980年（昭和55年） - 工学部に海洋土木工学科を設置。
- 1985年（昭和60年） - 工学部に社会開発システム工学科を増設。
- 1987年（昭和62年） - 農学部5学科（農学科・農芸化学科・林学科・農業工学科・農業経営学科）を農林総合科学科1学科に統合。
- 1988年（昭和63年） - 教育学部に総合科学課程を設置。これが現在の地域学部のルーツである。
- 1989年（平成元年）
  - 大学院連合農学研究科を設置。
  - 工学部の9学科を7学科（機械工学科・知能情報工学科・電気電子工学科・物質工学科・生物応用工学科・土木工学科・社会開発システム工学科）に改組。
- 1990年（平成2年） - 乾燥地研究センターを設置（農学部附属砂丘利用研究施設を改組し共同利用化させたもの）。医学部に生命科学科を設置（医学部で医学科以外を設けた全国初のケース）。
- 1994年（平成6年） - 大学院教育学研究科を設置。大学院医学研究科を医学系研究科に改称。
- 1995年（平成7年） - 教養部を廃止。教員の大半は教育学部へ、一部は他学部や学外へ異動。旧・教養部の自然科学系の教員を工学部に移し、応用数理工学科を設置。
- 1999年（平成11年）
  - 教育学部を教育地域科学部（学校教育課程・人間文化課程・地域政策課程・地域科学課程）に改組。
  - 農学部農林総合科学科を生物資源環境学科に改組。
  - 医療技術短期大学部を改組し、医学部に保健学科を設置。
- 2004年（平成16年）
  - 国立大学法人へ移行。
  - 教育地域科学部が島根大学教育学部と定員交換を行ったことにより、教育地域科学部を地域学部（地域政策学科・地域教育学科・地域文化学科・地域環境学科）に改組（詳細は後述）。
- 2007年（平成19年） - 大学院教育学研究科を地域学研究科へと改組。
- 2008年（平成20年） - 大学院工学研究科を大学院部局化。
- 2013年（平成25年） - 岐阜大学と共同で、農学部に共同獣医学科を設置。

## 基礎データ

### 象徴
- 大学の校章は、「大学」の文字とそれを囲む正方形と円との組み合わせで、鳥取藩主池田氏の家紋の一つ「角と輪」に由来する。1952年に考案され、1985年の評議会で追認された。
- 学歌として「鳥取大学歌」があり、創立10周年記念として1959年に発表された。鳥取大学選定詞、朝比奈隆作曲。
- シンボルマークは、「Tottori University」の頭文字「T」を飛翔する鳥の姿に図案化し、豊かな自然とともにグローバルに発展する鳥取大学を表現したもので、公募により2008年6月に制定された。
- イメージキャラクターとして、鳥取県の鳥である「オシドリ」をモチーフにした「とりりん」が、シンボルマークと同時に制定された。

### 学位
鳥取大学の学部・研究科を卒業・修了して得られる学位は以下の通りである。
| 学位 | 学部・研究科               | 学科・専攻                         | 付記する専門分野の名称 |
| ---- | -------------------------- | ---------------------------------- | ---------------------- |
| 学士 | 地域学部                   | 地域学部                           | 地域学                 |
| 学士 | 医学部                     | 医学科                             | 医学                   |
| 学士 | 医学部                     | 生命科学科                         | 生命科学               |
| 学士 | 医学部                     | 保健学科看護学専攻                 | 看護学                 |
| 学士 | 医学部                     | 保健学科検査技術科学専攻           | 保健学                 |
| 学士 | 工学部                     | 工学部                             | 工学                   |
| 学士 | 農学部                     | 生物資源環境学科                   | 農学                   |
| 学士 | 農学部                     | 共同獣医学科                       | 獣医学                 |
| 修士 | 地域学研究科               | 地域創造専攻                       | 地域学                 |
| 修士 | 地域学研究科               | 地域教育専攻                       | 教育学                 |
| 修士 | 医学系研究科               | 生命科学専攻（博士前期課程）       | 生命科学               |
| 修士 | 医学系研究科               | 機能再生医科学専攻（博士前期課程） | 再生医科学             |
| 修士 | 医学系研究科               | 保健学専攻（博士前期課程）         | 保健学                 |
| 修士 | 医学系研究科               | 臨床心理学専攻                     | 臨床心理学             |
| 修士 | 工学研究科（博士前期課程） | 工学研究科（博士前期課程）         | 工学                   |
| 修士 | 農学研究科                 | 農学研究科                         | 農学                   |
| 博士 | 医学系研究科               | 医学専攻                           | 医学                   |
| 博士 | 医学系研究科               | 生命科学専攻（博士後期課程）       | 生命科学               |
| 博士 | 医学系研究科               | 機能再生医科学専攻（博士後期課程） | 再生医科学             |
| 博士 | 医学系研究科               | 保健学専攻（博士後期課程）         | 保健学                 |
| 博士 | 工学研究科（博士後期課程） | 工学研究科（博士後期課程）         | 工学                   |
| 博士 | 連合農学研究科             | 連合農学研究科                     | 農学                   |

## 教育および研究

### 組織

#### 学部
地域学部
旧・学芸学部、教育学部。1988年（昭和63年）に従来の教員養成系の課程に加え、新課程（ゼロ免課程）の「総合科学課程」を設置。教養部廃止に伴う教官の異動に伴い、1999年（平成11年）に教育学部から「教育地域科学部」へ改称。2004年（平成16年）には定員交換により、教員養成課程を隣県の島根大学教育学部に移し、逆に両大学のゼロ免課程を鳥取大学に集約する形で地域学部となる。これにより旧師範学校系の教育学部としては、鳴門教育大学創設に伴い総合科学部に転換した徳島大学を除き、全国で唯一教員養成系教育学部の旗を降ろした。地域教育学科は創設されたものの、教員養成を目的としなくなった。ただし教職課程自体は残っており、また附属校（幼稚園・小学校・中学校・特別支援学校）も学部から大学へ移管したうえで、教育実習校・教育研究校として今日まで存続している。2017年、地域政策学科・地域教育学科・地域文化学科・地域環境学科を地域学科に再編。
- 2017年度入学生から
  - 地域学科
    - 地域創造コース
    - 人間形成コース
    - 国際地域文化コース

- 2016年度入学生まで[8]
  - 地域政策学科
    - 講座：地域自治論、公共政策学

  - 地域教育学科
    - 講座：発達科学、学習科学

  - 地域文化学科
    - 芸術文化コース[注 3]
    - 講座：地域文化形成論、地域文化構造論

  - 地域環境学科
    - 講座：共生型環境学、循環型環境学

医学部
- 医学科
  - 講座[9]：解剖学、生理学、病理学、感染制御学、社会医学、病態解析医学、統合内科医学、器官制御外科学、感覚運動医学、脳神経医科学、地域医療学
- 生命科学科
  - 講座[10]：分子細胞生物学、生体情報機能学
- 保健学科（専攻別に募集）
  - 看護学専攻
  - 講座[10]：基礎看護学、成人・老人看護学、母性・小児家族看護学、地域・精神看護学
  - 検査技術科学専攻
  - 講座[10]：生体制御学、病態検査学

工学部
- 機械物理系学科[注 4]
  - 機械工学プログラム
  - 航空宇宙工学プログラム
  - ロボティクスプログラム
  - 物理工学プログラム
- 電気情報系学科[注 5]
  - 電気電子工学プログラム
  - コンピュータサイエンスプログラム
  - 電子情報制御システムプログラム
- 化学バイオ系学科[注 6]
  - 合成化学プログラム
  - 材料化学プログラム
  - グリーンケミストリープログラム
  - バイオサイエンスプログラム
  - バイオテクノロジープログラム
- 社会システム土木系学科[注 7]
  - 社会経営工学プログラム
  - 土木工学プログラム
- 2014年入学生まで
  - 機械工学科
  - 知能情報工学科
  - 電気電子工学科
  - 物質工学科
  - 生物応用工学科
  - 土木工学科
  - 社会開発システム工学科
  - 応用数理工学科

農学部
2017年度入学生以降
- 生命環境農学科
  - 国際乾燥地農学コース
    - 研究分野：農業工学や農業経済学

  - 里地里山環境管理学コース
    - 研究分野：動物分類学、地形学、地質学、多様性生物学、生態工学、植物生態学、景観生態学、緑地防災学、環境木材利用学、樹木生理学、森林経営学、流通情報解析学、消費者行動学、農業経営学、アグリビジネス会計学、食環境経済分析学

  - 植物菌類生産科学コース
    - 研究分野：微生物資源学、菌類育種栽培学、菌類多様性学、菌類系統学、菌類分類生態学、農業生産工学、作物管理学、作物生産学、施設園芸学、果樹園芸学、園芸生産学、生物生産システム工学、植物遺伝学、植物育種学、植物病害制御学

  - 農芸化学コース

2016年度入学生まで
- 生物資源環境学科[注 8]
  - フードシステム科学コース
  - 生物生産科学コース
  - 植物菌類資源科学コース
  - 生命・食機能科学コース
  - 環境共生科学コース
  - 国際乾燥地科学コース
- 共同獣医学科（6年制）
  - 講座[11]：基礎獣医学、病態獣医学、応用獣医学、臨床獣医学

#### 研究科
持続性社会創生科学研究科（博士前期課程）
- 地域学専攻
  - 地域創生コース
    - 分野：地域創造、国際地域文化

  - 人間形成コース
    - 分野：発達科学、学習科学
- 工学専攻
  - 機械宇宙工学コース
  - 情報エレクトロニクスコース
  - 化学バイオコース
  - 社会システム土木コース
- 農学専攻
  - 植物菌類生産科学コース
  - 農芸化学コース
- 国際乾燥地科学専攻

医学系研究科
- 医学専攻（4年制博士課程）
  - 領域：形態・機能制御医学[注 9]、病態解析・制御医学[注 10]、社会環境情報医学[注 11]、発達加齢適応医学[注 12]、生体防御医学[注 13]、脳神経医学[注 14]
  - 文部科学省の事業「がんプロフェッショナル養成プラン」による「腫瘍専門医コース」がある。領域として「臨床腫瘍学」を設けている[注 15]。
  - 2015年4月に「革新的未来医療創造コース」を設置。領域として「イノベーション医療学」を設けている[注 16]。
  - 「障害児医療学コース」を設置、秋田大学、山形大学、大阪市立大学と連携している。領域として「障害児医療学」を設けている[注 17]。
- 医科学専攻（博士前期課程・博士後期課程）
  - 領域：基礎医科学、病態医科学、遺伝子再生医科学、検査医科学、脳とこころの医科学、保健看護学、保健公衆衛生学
- 臨床心理学専攻（修士課程）
- 生命科学専攻（博士前期課程・博士後期課程）
  - 部門[13]：分子生物学、細胞工学、免疫学、ゲノム医工学、生体情報学、病態生化学、神経生物学
- 保健学専攻（博士前期課程・博士後期課程）
  - 博士前期課程
    - 分野[14]：看護学、医用検査学
    - 専門メディカルスタッフ養成コース
      - 超音波検査士コース
      - 細胞検査士コース
      - 認知症予防専門士コース
      - 認定認知症領域検査技師コース

    - がん看護専門看護師コース

  - 博士後期課程
    - 部門[15]：統合保健学
- 機能再生医科学専攻[16]（博士前期課程・博士後期課程）
  - 生体機能医工学講座
部門等：遺伝子機能工学、生体高次機能学、蛋白質機能学（協力部門）、協和発酵キリン株式会社（連携研究所）
  - 遺伝子再生医療学講座
部門等：遺伝子医療学、再生医療学、制御再建医学（協力部門）

工学研究科（博士後期課程）
- 工学専攻
  - 機械宇宙工学コース
  - 情報エレクトロニクスコース
  - 化学バイオコース
  - 社会システム土木コース

連合農学研究科（博士課程）
- 生産環境科学専攻
  - 連合講座：農業生産学、経済・経営学、森林・流域環境科学、環境生物学
- 生命資源科学専攻
  - 連合講座：菌類・きのこ科学、生物機能科学、資源利用化学
- 国際乾燥地科学専攻
  - 連合講座：国際乾燥地科学

共同獣医学研究科（博士課程）
- 共同獣医学専攻
  - 連合講座：基礎獣医科学、病態・応用獣医科学、臨床獣医科学

### 21世紀COEプログラム
21世紀COEプログラムとして、2件のプロジェクトが採択された。
- 2002年
学際・複合・新領域
  - 乾燥地科学プログラム
- 2004年
革新的な学術分野
  - 染色体工学技術開発の拠点形成

### グローバルCOEプログラム
グローバルCOEプログラムとして、2件のプロジェクトが採択された。
- 2007年
学際・複合・新領域
  - 乾燥地科学拠点の世界展開
- 2008年
学際・複合・新領域
  - 持続性社会構築に向けた菌類きのこ資源活用

## 施設

### 鳥取キャンパス

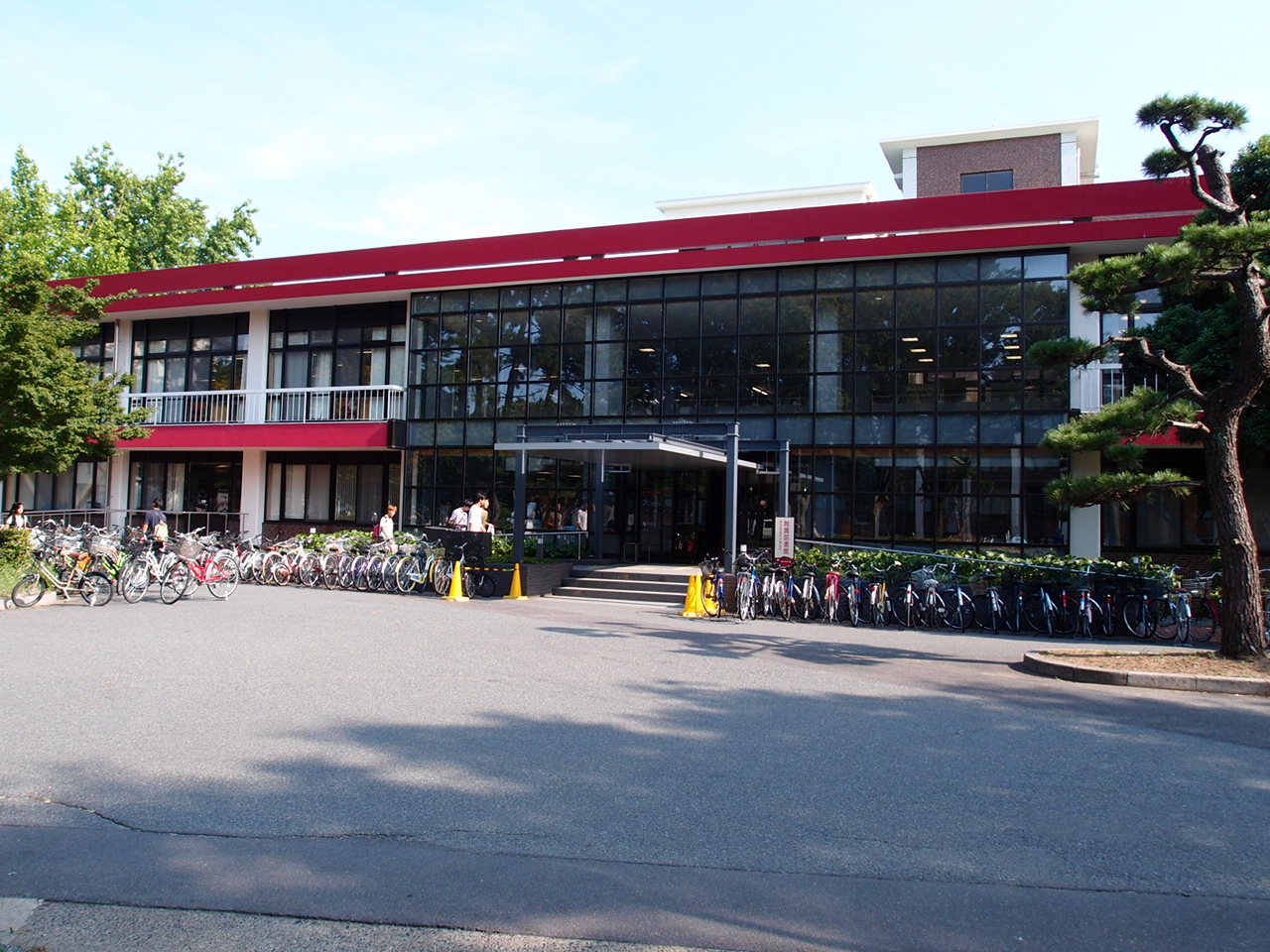
中央図書館

別名「湖山キャンパス」。国立大学法人になる前は移転に尽力した当時の三浦百重学長の名を取って「三浦キャンパス」が正式名称であったが殆ど使われていなかった。1966年に鳥取市立川町（事務局・教育学部・工学部）と鳥取市吉方（農学部）から統合移転された。附属小・中学校と隣接しており、その奥に湖山池が広がっている。構内には複数の古墳が残されている（三浦古墳、大熊段古墳群）。なお三浦古墳の名も三浦学長に由来する。
- 使用学部：地域学部（1～4年次）、工学部（1～4年次）、農学部（共同獣医学科除く、1～4年次）、農学部共同獣医学科（1～6年次）、医学部生命科学科・保健学科（1年次）
- 所在地：鳥取県鳥取市湖山町南4丁目101（北緯35度30分54.4秒 東経134度10分18.6秒）
- アクセス：JR山陰本線鳥取大学前駅より徒歩3分、鳥取空港より徒歩約20分、タクシーで約5分

### 米子キャンパス
旧米子医科大学・米子医学専門学校の施設をそのまま利用。県道を挟んで附属病院と講義棟が配置されている。
- 使用学部：医学部医学科（1～6年次）、生命科学科・保健学科（2～4年次）
- 所在地：鳥取県米子市西町86（北緯35度25分49.9秒 東経133度19分34.3秒）
- アクセス：JR山陰本線米子駅から徒歩約15分、米子空港よりタクシーで約20分

### 浜坂地区

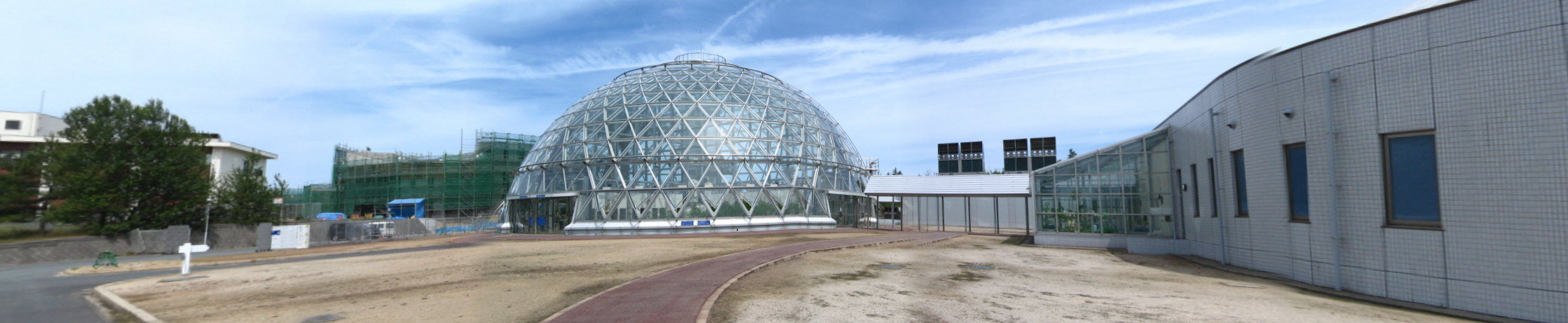
乾燥地研究センター

乾燥地研究センターを設置。鳥取砂丘に隣接。乾燥地研究センター教員の研究のほか、農学部生や大学院生の教育も行っている。
- 所在地：鳥取県鳥取市浜坂1390（北緯35度32分8.8秒 東経134度12分46.7秒）
- アクセス：JR山陰本線鳥取駅からタクシーで約15分

### 附属機関
- 附属図書館
  - 中央図書館
  - 医学図書館
- 附属学校
  - 鳥取大学附属幼稚園
  - 鳥取大学附属小学校
  - 鳥取大学附属中学校
  - 鳥取大学附属特別支援学校（旧：附属養護学校）
- 学部附属の教育研究施設
  - 地域学部
    - 附属芸術文化センター
    - 附属子どもの発達・学習研究センター

  - 医学部
    - 鳥取大学医学部附属病院

  - 工学部
    - ものづくり教育実践センター
    - 附属電子ディスプレイ研究センター
    - 附属地域安全工学センター
    - 附属グリーン・サスティナブル・ケミストリー研究センター
    - 附属先端融合研究センター

  - 農学部
    - 附属フィールドサイエンスセンター
    - 附属菌類きのこ遺伝資源研究センター
    - 附属動物医療センター（旧：動物病院）
    - 附属鳥由来人獣共通感染症疫学研究センター
    - 附属共同獣医学教育開発推進センター

- 共同利用・共同研究拠点
  - 乾燥地研究センター
    - 気候・水資源部門
    - 生物生産部門
    - 緑化保全部門
    - 社会経済部門
    - 保健・医学部門

- 大学教育支援機構
  - 入学センター
  - 教育センター
  - 学生支援センター
  - 教員養成センター
  - キャリアセンター

- 学内共同教育研究施設
  - 総合メディア基盤センター
  - 国際交流センター
  - 生命機能研究支援センター
  - 産学・地域連携推進機構
  - 染色体工学研究センター

- 保健管理センター

### 学外オフィス
- 鳥取サテライトオフィス（鳥取県鳥取市富安2-138-4／鳥取市役所駅南庁舎内）
- 東京リエゾンオフィス（東京都港区芝浦3-3-6／キャンパス・イノベーションセンター内）
- 大阪オフィス（大阪市北区梅田1-1-3-2200／大阪駅前第3ビル 鳥取県関西本部内）

### 学生寮
- 北斗寮（鳥取市湖山町西1丁目232番地） - 男子寮、個室122室
- 霞里湖寮（鳥取市湖山町西1丁目232番地） - 女子寮、個室47室
- 鳥取大学医学部学寮（米子市内町161番地） - 男性個室53室、女性個室12室

## 対外関係
大学間協定のみ記す。

### 国内協定
- 放送大学学園と単位互換協定を結んでおり、放送大学で取得した単位を卒業に要する単位として認定することができる[17]。

コンソーシアム
- 大学コンソーシアム山陰（公立鳥取環境大学・鳥取短期大学・島根大学・島根県立大学）

学術交流協定
- 京都産業大学
- 明治大学

### 国際学術交流協定
括弧内は締結年月日。
- 韓国

忠南大学校（1987年5月20日）
嶺南大学校（1990年7月1日）
韓国海洋大学校（1992年12月1日）
釜慶大学校（1994年10月1日）
江原大学校（1996年6月27日）
春川教育大学校（2003年12月24日）
江陵原州大学校（2005年7月6日）
建国大学校（2005年12月27日）
国立獣医学検疫院（2005年12月27日）
南ソウル大学校（2011年3月31日）
- 中国

河北医科大学（1987年5月20日）
中国科学院寒区旱区環境工学研究所（1987年9月16日）
内蒙古農業大学（1987年12月1日）
西安科技大学（1993年6月1日）
内蒙古師範大学（1997年6月1日）
青島大学（1998年2月1日）
北京林業大学（1998年8月1日）
東北大学（2000年2月1日）
中国科学院水利部水土保持研究所（2000年10月1日）
中国科学院遺伝及び発育生物学研究所農業資源研究センター（2000年11月3日）
東北農業大学（2003年3月27日）
中国農業大学（2003年6月16日）
広西医科大学（2003年8月18日）
新疆農業大学（2005年2月17日）
北京師範大学（2005年7月13日）
河北大学（2006年6月16日）
中国科学院上海技術物理研究所（2006年11月13日）
中国農業科学院農業環境及び可持続発展研究所（2006年12月8日）
内蒙古大学（2008年4月19日）
上海海洋大学（2010年3月11日）
上海市農業科学院食用菌研究所（2010年3月11日）
中国農業科学院農業資源及び農業区画研究所（2010年3月12日）
中国林業科学研究院（2010年7月14日）
遼寧大学（2010年9月27日）
- 台湾

銘伝大学（2011年4月1日）
- フィリピン

森林生産物開発研究所（1993年11月1日）
- シンガポール

シンガポール国立化学工学研究所（2009年10月16日）
- インドネシア

セベラス・マレット大学（1996年10月8日）
ディポネゴロ大学（2009年6月22日）
- タイ

カセサート大学（2009年8月19日）
コンケン大学（2009年8月20日）
- ベトナム

国立自然科学技術センター亜熱帯生物研究所（2009年8月21日）
ノンラム大学（2009年8月21日）
フエ大学（2011年3月24日）
- モンゴル

モンゴル国立農業大学（2003年4月10日）
モンゴル科学アカデミー生物学研究所（2007年6月29日）
モンゴル気象水文研究所（2008年1月10日）
モンゴル商業貿易大学（2010年3月9日）
- アメリカ合衆国

ネバダ大学リノ校（1985年7月22日）
コロラド州立大学（1993年4月1日）
カリフォルニア大学デービス校（1996年5月1日）
カリフォルニア大学バークレー校（2001年11月29日）
- カナダ

ウォータールー大学（1987年11月16日）
- エルサルバドル

国立農牧林業技術センター（2009年3月9日）
- メキシコ

南バハカリフォルニア自治大学（1996年11月1日）
メキシコ北西部生物学研究センター（1998年8月1日）
国立農牧林業研究所（2009年2月26日）
- ブラジル

連邦半乾燥地大学（2008年9月10日）
アマゾン国立研究所（2010年10月21日）
パラナ・カトリック大学（2011年1月20日）
- エクアドル

沿岸工科大学（2010年11月26日）
- スウェーデン

カールスタット大学（1988年11月1日）
- スペイン

ムルシア大学（2010年10月21日）
- イスラエル

ヘブライ大学農業食料環境科学部（1992年6月1日）
- トルコ

ムスタファ・ケマル大学（2003年9月2日）
- シリア

国際乾燥地農業研究センター（2007年3月11日）
- スーダン

スーダン農業研究機構（1998年11月1日）
ハルツーム大学（2010年6月14日）
- エジプト

国立水研究センター（2004年6月1日）
- チュニジア

乾燥地域研究所（2008年6月17日）
国立農業研究所（2009年9月1日）
- エチオピア

バハルダール大学（2008年10月29日）
- オーストラリア

カーティン工科大学ミューレスク研究所（2006年10月31日）

## 大学関係者と組織

### 鳥取大学学友会
大学の総合力の強化を目指し、既存の団体を包括する組織として2011年4月に設立された。基本理念として「出身学部の区別なく鳥取大学とのかかわりを持つことができるよう各同窓会組織の伝統と自主性を尊重しつつ、相互に補完し、柔軟な運営を目指す連合体であること」を挙げている。
- 教育振興尚徳会（地域学部同窓会） - 前身校や・旧学芸学部・教育学部等も含めた社団法人。
- 医学部同窓会 - 1955年に設立。創立50周年には「医学部同窓会館」が建立された。
- 工学部同窓会 - 1970年に設立。各学科の同窓会を包括する組織。
- 農学部同窓会 - 旧制鳥取高等農業学校時代の1921年に設立。

## 不祥事

### 教職員による不祥事
- 2016年8月10日 - 男性教授（50代）が、自己の指導する女子学生に対し、ハラスメント行為を繰り返すことにより、精神的に追い込み抑うつ状態に至らしめ、就学環境を悪化させた。また、このようなハラスメント行為が、被害学生以外の女子学生に対しても、以前から繰り返し行われていた。大学は10日付で男性教授を停職（6ヵ月）の懲戒処分とした。
- 2017年3月29日 - 工学研究科の男性教授（40代）が、指導する男子学生が就職を希望する企業への採用試験に必要な推薦書を合理的な理由もなく書かず、学生の自由な進路選択の権利を侵害し、卒業論文の指導時も感情的になり恐怖を感じさせるような激しい口調で男子学生を指導したことがある上に、男子学生の就職情報を、本人の同意もなくメールなどで他の学生に漏らすなど、男子学生の就学環境を悪化させるアカデミックハラスメント行為をした。男子学生は2017年3月、卒業前に大学の窓口に相談して発覚。結局他の企業に就職した。大学側は29日付で男性教授を停職（1ヵ月）の懲戒処分とした[18][19]。
- 2017年7月12日 - 大学院医学系研究科の男性教員（40代）が2016年11月から2017年2月にかけて、自身のゼミに所属する女子学生（20代）の体を触ったり（手を握る、肩をもむ、ハグ、キスの身体接触）、食事及び遊びに付き合うことの強要したり、交際を要求したりして、就学環境を悪化させた。女子学生は心理的ストレスにより通院を余儀なくされた。女子学生が2017年2月に大学のハラスメント相談員に訴え出て発覚。大学は7月12日付で男性教員を停職（6ヵ月）の懲戒処分とした[20][21]。
- 2018年8月8日 - 課長補佐級の男性事務職員（50代）が、2017年7月から2018年5月にかけて、自らの超過勤務時間数を過大請求。156,020円を不正に受給した。大学は8月8日付で男性事務職員を停職（10日）の懲戒処分とした[22]。
- 2022年1月13日 - 自己の指導する学生に対し、無料通信アプリのメッセージを無断で見たり、大声で長時間叱責したりするなどのアカデミックハラスメントをしたとして、学術研究院農学系部門の50代男性教授を停職10日の懲戒処分にした[23]。同年7月14日、学術研究院農学系部門の50代男性教員が、6年ほど前から4年間にわたり指導していた複数の女子学生に対して、アカデミックハラスメントとセクシュアルハラスメントを行っていたとして、停職6ヶ月の懲戒処分にした[24][25]。この男性教授が同一人物かは明らかにされていない[26]。